# Hodoedocus acuticeps
Hodoedocus acuticeps är en insektsart som beskrevs av Rauno E. Linnavuori 1979. Hodoedocus acuticeps ingår i släktet Hodoedocus och familjen dvärgstritar. Inga underarter finns listade i Catalogue of Life.